# ارهارد اشمیت
ارهارد اشمیت ریاضیدان سرشناس آلمانی در آغاز قرن بیستم بود.